# Baasisme
El baasisme és una ideologia política panarabista, que està basada en les idees del Partit Baas iraquià i sirià. La ideologia baasista es basa oficialment en les teories de Zaki al-Arsuzi (d'acord amb la facció prosiriana del moviment baasista), Michel Aflaq i Salah al-Din al-Bitar.

## Ideologia política
La ideologia baasista és una barreja de socialisme, nacionalisme àrab i panarabisme. El baasisme és generalment un moviment polític laic, i la seva inclinació política és notablement diferent de la ideologia fonamentalista que promouen els altres governs àrabs de la regió, ja que aquests règims són generalment favorables al fonamentalisme islàmic i són partidaris d'un govern teocràtic.

## Història del baasisme
Els orígens de baasisme van començar amb el pensament polític desenvolupat per Zaki al-Arsuzi i Michel Aflaq. Malgrat això, Aflaq, Bitar i Arsuzi mai van ser membres d'una mateixa organització; així i tot, ells són considerats com els fundadors del baasisme. El més a prop que van arribar a ser membres de la mateixa organització va ser en 1939, quan els tres, juntament amb Michel Quzman, Shakir al-As i Ilyas Qandalaft, van intentar establir un partit polític panarabista. En 1970, Hafez al-Àssad va esdevenir el secretari general del Partit Baas de Síria.

## Formació del baasisme
Arsuzi va formar el Partit Baas Àrab el 1940, els seus punts de vista van influir a Michel Aflaq, qui en 1943, va fundar el Moviment Àrab Baas. Arsuzi inicialment no va cooperar amb el moviment d'Aflaq. Arsuzi desconfiava de les veritables intencions del Moviment Àrab Baas, car creia que aquesta organització formava part d'una gran conspiració mundial sionista imperialista, que tenia com a objectiu evitar la influència del panarabisme sobre les nacions àrabs, i així evitar la creació d'un moviment panarabista autèntic. En 1947, el Moviment Àrab Baas va celebrar el seu primer congrés, i aleshores va anomenar-se Partit Baas Àrab i Socialista.